# الآثار الصحية للسجائر الإلكترونية
تشمل التأثيرات الصحية للسجائر الإلكترونية مجموعة من المخاطر مثل التعرض للمواد الكيميائية السامة، وزيادة احتمالية الإصابة بأمراض الجهاز التنفسي والأمراض القلبية الوعائية، والقلق بشأن دورها المحتمل في تطور السرطان. عند طرحها في الأسواق، رُوِّج لها بأنها بديل أكثر أمانًا لمنتجات التبغ التقليدية.
تُصنف السجائر الإلكترونية ضمن أنظمة توصيل النيكوتين الإلكترونية (ENDS). قد يساعد استخدامها المدخنين الحاليين على تقليل اعتمادهم على السجائر التقليدية القابلة للاحتراق إذا استخدمت كبديل كامل لمنتجات التبغ، لكنها ليست معتمدة من قبل مراكز السيطرة على الأمراض (CDC) كوسيلة للإقلاع عن التدخين. بالإضافة إلى ذلك، وبسبب التسويق شبه الخالي من التنظيم في البداية، من غير الواضح مدى أمان هذه المنتجات حقًا.
رغم ذلك، فإن استخدام السجائر الإلكترونية يتزايد بين المراهقين والشباب. يعتقد الخبراء أن هذا الاتجاه سيستمر في الارتفاع بسبب الاعتقاد الخاطئ بأنها آمنة. في المملكة المتحدة، اعتُبر التدخين الإلكتروني أقل ضررًا بنسبة 95% من التدخين التقليدي وفقًا لمراجعة مثيرة للجدل من قبل هيئة الصحة العامة في إنجلترا. ومع ذلك، فإن استخدام السجائر الإلكترونية يحمل العديد من المخاطر الصحية، والتي تعتمد على السائل المستخدم في الجهاز، كما تختلف المخاطر وفقًا لتصميم الجهاز وسلوك المستخدم. يؤثر البخار الناتج الذي يستنشقه المستخدمون على الجهاز التنفسي، وجهاز الدوران، والجهاز المناعي، والجهاز العصبي المركزي. كما أن السجائر الإلكترونية تقلل من وظائف الرئة، وتضعف وظائف عضلة القلب، وتزيد من الالتهاب.
ورغم أن السجائر التقليدية تعد أكثر ضررًا من السجائر الإلكترونية، فإن الأخيرة لا تخلو من المخاطر، مثل تفشي مرض الرئة المرتبط بالتدخين الإلكتروني بين عامي 2019-2020 في أمريكا الشمالية، والذي أدى إلى 68 حالة وفاة، وكان مرتبطًا بشكل أساسي بمادة أسيتات التوكوفيرول الموجودة في سوائل التدخين المحتوية على مادة THC. هناك أيضًا مخاطر ناتجة عن سوء الاستخدام أو الحوادث، مثل التسمم بالنيكوتين (خاصة بين الأطفال الصغار)، والتلامس مع سائل النيكوتين، والحرائق الناتجة عن أعطال الأجهزة.

## السجائر الإلكترونية

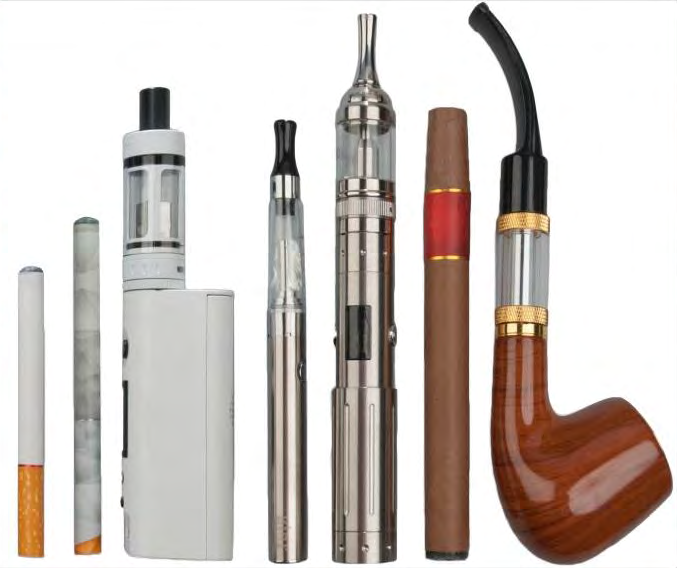
أنواع مختلفة من السجائر الإلكترونية من عام 2015، بما في ذلك السجائر الإلكترونية التي تستخدم لمرة واحدة، والسجائر الإلكترونية القابلة لإعادة الشحن، وجهاز الخزان متوسط الحجم، وأجهزة الخزان كبيرة الحجم، والسجائر الإلكترونية، والغليون الإلكتروني

السيجارة الإلكترونية، أو الفيب، هي جهاز يحاكي التدخين. يتكون من مبخر، ومصدر طاقة مثل البطارية، وحاوية مثل الخرطوشة أو الخزان. بدلاً من الدخان، يستنشق المستخدم البخار. على هذا النحو، يُطلق على استخدام السيجارة الإلكترونية غالبًا اسم التبخير.

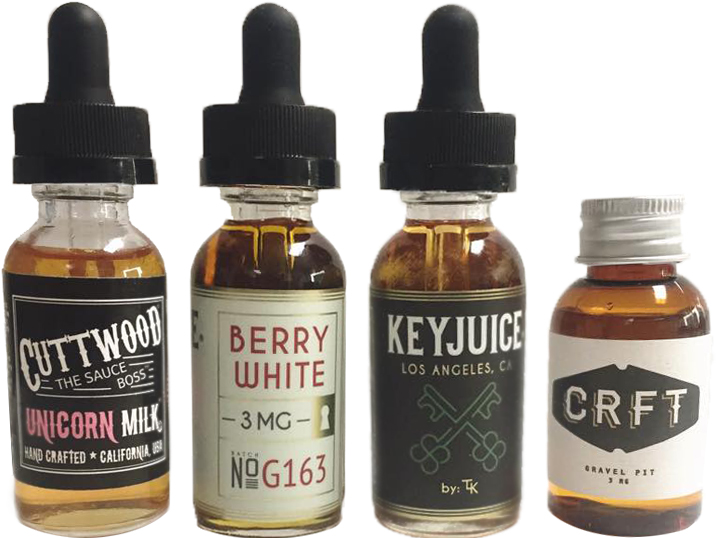
زجاجات متنوعة من السائل الإلكتروني

المبخر هو عنصر تسخين يُبخّر محلولًا سائلًا يُعرف باسم السائل الإلكتروني، الذي يبرد ليصبح رذاذًا من قطرات دقيقة، وبخار، وهواء. يتكون البخار بشكل رئيسي من البروبيلين غليكول و/أو الجليسرين، وعادةً ما يحتوي على النيكوتين والمنكهات. يختلف تكوينه الدقيق، ويعتمد على عوامل مثل سلوك المستخدم. تُفعَّل السجائر الإلكترونية عن طريق أخذ نفخة أو الضغط على زر. بعض الأنواع تشبه السجائر التقليدية، ومعظمها قابل لإعادة الاستخدام.
تتوفر سوائل إلكترونية بمستويات مختلفة من النيكوتين والنكهات.
المكونات الشائعة هي بروبيلين غليكول، الجليسرين، المنكهات، والنيكوتين. يشكل البروبيلين غليكول والجليسرين عادةً 95%، بينما تشكل الـ5% المتبقية المنكهات والنيكوتين وإضافات أخرى. قد تحتوي المنكهات على المنثول، السكريات، الإسترات، والبايرازين. تشمل مكونات النكهة ثنائي الأسيتيل، الأسيتوين، و2,3-بنتانديون (نكهة زبدية)، الأوكاليبتول، الكافور، وسيكلوهكسانون (نكهة نعناع)، السينامالديهيد (نكهة القرفة)، البنزألديهيد (نكهة الكرز أو اللوز)، الكريسول (نكهة جلدية أو طبية)، ألدهيد البوتان (نكهة الشوكولاتة)، وإيزوأميل أسيتات (نكهة الموز)، ساليسيلات الميثيل، البوليجون، ساليسيلات الإيثيل، الأوجينول، ثنائي الفينيل إيثر، والكومارين. أضافت مراجعة عام 2017 مواد أخرى مثل 1,3-بوتانديول، 1,3-بروبانديول، الإيثيلين غليكول، غلايكول ثنائي الايثيلين، السافرول، الفانيلين الإثيلي، والثوجون إلى قائمة المكونات.
تحتوي السوائل الإلكترونية التي تحتوي على الكافيين عادةً على كميات أقل بكثير من الكافيين مقارنة بالمنتجات الغذائية. تتوفر سوائل إلكترونية تحتوي على الفيتامينات أو نكهات القنب. تتوفر سجائر إلكترونية (Mods) يمكنها تبخير الأعشاب أو الزيوت أو الفواكه. هناك أجهزة بوظائف مزدوجة يمكنها التعامل مع كل من المركزات والسوائل الإلكترونية باستخدام خراطيش متعددة.
أكثر من 90% من السوائل الإلكترونية تحتوي على النيكوتين. بعضها غير منكّه. في بعض المنتجات، يُستبدل بروبيلين غليكول بالماء. قد تحتوي السوائل الإلكترونية على رباعي هيدرو كانابينول أو غيره من الكانابينويد. تحتوي بعض السوائل الإلكترونية على كميات قليلة من الكحول.
ليست هناك متطلبات لأن تستخدم السوائل الإلكترونية فقط نيكوتين بدرجة نقاء دستور الأدوية الأمريكي، أو مستخلص نبات التبغ أو غبار التبغ، أو نيكوتين صناعي. تختلف مستويات النيكوتين. أفاد استبيان للمستخدمين أن 97% من المستجيبين استخدموا سوائل إلكترونية تحتوي على النيكوتين.
أفادت دراسة عام 2016 بأن بعض السوائل الإلكترونية تحتوي على كميات قابلة للقياس من الزرنيخ والنيكل ومعادن أخرى. أُبلغ عن أكثر من 80 مادة كيميائية، بما في ذلك الميثانال وجسيمات نانوية معدنية، في السوائل الإلكترونية (2019). قد تحتوي السوائل الإلكترونية على مواد سامة وشوائب. أبلغت دراسة عام 2013 عن مستويات شوائب تصل إلى خمسة أضعاف المستويات المسموح بها. احتوت السوائل الإلكترونية على مستويات منخفضة من بعض المواد السامة الموجودة في دخان التبغ، وتركيزات صغيرة من المواد المسرطنة.
في عام 2009، أبلغت إدارة الغذاء والدواء الأمريكية عن وجود النيتروزامينات الخاصة بالتبغ (TSNAs)، ثنائي الإيثيلين غليكول، الكوتينين، الأناباسين، الميوسماين، وبيتا-نيكوتيرين في السوائل الإلكترونية. كُشفت النيتروزامينات TSNAs N-نيتروزونورنيكوتين (NNN)، 4-(ميثلنيتروزامينو)-1-(3-بيريديل)-1-بيوتانون (NNK)، N-نيتروزوأنيباسين، ونيتروزوأناطابين في خمس عينات من السوائل الإلكترونية من شركتين، بمستويات مماثلة لمنتجات استبدال النيكوتين الأخرى. أُبلغ عن النيتروزامينات الموجودة في دخان التبغ بكميات ضئيلة. لم تكشف مراجعة عام 2013 للسوائل الإلكترونية الأخرى عن وجود ثنائي الإيثيلين غليكول. احتوت غالبية السوائل الإلكترونية التي خضعت للتحليل على NNN بمستويات تتراوح بين (0.34 إلى 60.08 ميكروغرام/لتر)، وNNK بمستويات تتراوح بين (0.22 إلى 9.84 ميكروغرام/لتر). حذرت إدارة الغذاء والدواء الأمريكية عدة شركات سجائر إلكترونية من بيع خراطيش إلكترونية وحلول إعادة التعبئة التي تحتوي على مكونات صيدلانية نشطة مثل الريمونابانت لأغراض فقدان الوزن وتقليل التدخين، وتادالافيل (لعلاج ضعف الانتصاب). أبلغت تحليلات إدارة الغذاء والدواء عن وجود أمينو-تادالافيل بدلاً من التادالافيل، والريمونابانت وأحد منتجاته التأكسدية.
غالبًا ما تحتوي السوائل الإلكترونية على مواد غير معروفة و/أو غير مُصرح بها.
قد يؤدي ضعف مراقبة الجودة إلى احتواء السوائل الإلكترونية المصنفة خالية من النيكوتين على النيكوتين والنيتروزامينات الخاصة بالتبغ (TSNAs). أُبلغ عن احتواء بعض السوائل الإلكترونية على مستويات منخفضة من الأنثراسين، الفينانثرين، 1-ميثل فينانثرين، والبيرين. أبلغت دراسة عام 2015 عن وجود الهيدروكربونات، المركبات التربينية، والألدهيدات، وخصوصًا الفورمالديهايد والأكرولين في بعض السوائل الإلكترونية.
أفادت دراسة عام 2014 بأن السوائل الإلكترونية من مصنع معين احتوت على كميات أكبر من الإيثيلين غليكول مقارنة بالغليسرين أو البروبيلين غليكول، ربما نتيجة لأساليب تصنيع غير صحيحة. أبلغت دراسة عام 2015 عن العثور على مذيبات مثل 1,3-بوتاديين، سيكلوهكسان، وأسيتون في السوائل الإلكترونية. أفادت دراسة عام 2016 بأن بعض السوائل الإلكترونية احتوت على قلويات التبغ مثل النورنيوكوتين، الأناباسين، الأناتابين، والنيتروزامينات الخاصة بالتبغ (TSNAs)، مثل N-نيتروزونورنيكوتين (NNN)، 4-(ميثلنيتروزامينو)-1-(3-بيريديل)-1-بيوتانون (NNK)، النترات، والفينول. أبلغت دراسة عام 2014 عن كميات صغيرة من المركبات العضوية المتطايرة (VOCs) مثل البنزين، التولوين، الزايلين، والستايرين. كُشف عن ثنائي إيثيل الفثالات وثنائي إيثيل هكسيل الفثالات في بعض السوائل الإلكترونية. تحتوي بعض السوائل الإلكترونية على "شعيرات" من القصدير، وهي بلورات مجهرية تنشأ من القصدير في وصلات اللحام.

## سياق السلامة
عند تقييم التأثيرات الصحية لنشاط معين، من المنطقي طرح سؤال: "ما البديل العملي؟" إذا كان البديل هو التدخين، فقد تكون الإجابة مختلفة عما إذا كان البديل هو ببساطة تجنب النيكوتين. يعود ذلك إلى أن التأثيرات الصحية للتدخين سلبية للغاية، في حين أن تجنب النيكوتين دون أي دعم له تأثيرات إيجابية غير مشروطة.
في يونيو 2014، صرّحت كلية الأطباء الملكية في المملكة المتحدة بأن "السجائر الإلكترونية يمكن أن تؤدي إلى انخفاض كبير في معدل انتشار التدخين في المملكة المتحدة، وتمنع العديد من الوفيات وحالات المرض الخطيرة، وتساعد في تقليل الفوارق الاجتماعية في الصحة التي يفاقمها التدخين حاليًا". ومع ذلك، لم توصي إرشادات المعهد الوطني للصحة وجودة الرعاية لعام 2017 بالسجائر الإلكترونية بسبب مخاوف تتعلق بالسلامة والفعالية وجودة المنتج.
أوضحت جمعية السرطان الأمريكية أن "مصنعي السجائر الإلكترونية يقولون إن المكونات 'آمنة'، ولكن هذا يعني فقط أن هذه المكونات قد تم الإبلاغ عن أنها آمنة للأكل. استنشاق مادة ما يختلف عن ابتلاعها. هناك تساؤلات حول مدى أمان استنشاق بعض المواد الموجودة في بخار السجائر الإلكترونية إلى الرئتين."

### التدخين
لا يحتوي بخار السجائر الإلكترونية على التبغ ولا يتضمن عملية الاحتراق، وبالتالي لا يتعرض المستخدمون للعديد من المكونات الضارة الموجودة في دخان التبغ، مثل الرماد والقطران وأحادي أكسيد الكربون. وخلصت مراجعة أجريت عام 2014 إلى أن الهباء الجوي للسجائر الإلكترونية يحتوي على مواد مسرطنة أقل بكثير من دخان التبغ، واستنتجت أن السجائر الإلكترونية تنطوي على عبء مرضي محتمل أقل مقارنة بالسجائر التقليدية.
يمكن للمدخنين استخدام السجائر الإلكترونية لأغراض مختلفة. كوسيلة للإقلاع عن التدخين، يعد التدخين الإلكتروني نشاطًا مؤقتًا يقلل من التدخين وينتهي بمجرد إكمال المدخن الانتقال بعيدًا عن النيكوتين. من ناحية أخرى، قد يستبدل المدخنون التدخين الإلكتروني بالتدخين التقليدي أو يجمعون بينهما دون نية الإقلاع، مما يعني أن أي آثار سلبية لن تكون مؤقتة. في هذا السياق، تصبح المخاطر النسبية للتدخين الإلكتروني مقابل التدخين ذات أهمية كبيرة. علاوة على ذلك، قد يؤدي السماح بالتدخين الإلكتروني في الأماكن العامة إلى تقويض اللوائح الخاصة بالتدخين. تتوفر أيضًا وسائل أخرى لمساعدة المدخنين على الإقلاع، وقد تقدم ملفات سلامة و/أو فعالية أفضل من التدخين الإلكتروني. عند تساوي الفعالية، تصبح اعتبارات السلامة النسبية ذات أهمية قصوى.

### الامتناع عن التدخين
تشمل التأثيرات الضارة الخطيرة للتدخين الإلكتروني تمزقات القرنية والصلبة أو الحروق العينية أو الوفاة نتيجة انفجار السيجارة الإلكترونية. وتشمل الآثار الجانبية الأقل خطورة تهيج العين، وعدم وضوح الرؤية، والدوخة، والصداع، وتهيج الحلق، والسعال، وزيادة مقاومة الشعب الهوائية، وألم الصدر، وارتفاع ضغط الدم، وزيادة معدل ضربات القلب، والغثيان، والتقيؤ، وآلام البطن.
يمثل التدخين الإلكتروني مخاطر على السلامة تفوق بحكم التعريف مخاطر الامتناع التام، حيث لا يقدم أي فوائد صحية مستقلة. هذه المقارنة ذات صلة لأن بعض المستخدمين يتبنون السجائر الإلكترونية للحصول على النيكوتين (أو القنب)، رغم أنهم لم يدخنوا من قبل. وبمجرد تكوّن الاعتماد على النيكوتين، قد يصبح المستخدمون أكثر عرضة للبدء في التدخين.